# Shelby Lynne
Shelby Lynne, född Shelby Lynn Moorer den 22 oktober 1968, är en amerikansk sångerska och låtskrivare.
Hon är äldre syster till singer-songwritern Allison Moorer. Framgången med hennes poprockalbum I Am Shelby Lynne (1999) ledde till att hon vann en Grammy Award för bästa nya artist, trots att det var hennes sjätte studioalbum. Hon släppte ett Dusty Springfield-hyllningsalbum som heter Just a Little Lovin 2008. Sedan dess har hon startat sitt eget oberoende skivbolag, Everso Records, och släppt sex album. Lynne är också känd för sin distinkta contralto röst.